# Bezirk Preßnitz
Der Bezirk Preßnitz (tschechisch Okresní hejtmanství Přísečnice, politický okres Přísečnice) war ein Politischer Bezirk im Königreich Böhmen. Der Bezirk umfasste Gebiete im westlichen Teil Nordböhmens im Okres Chomutov. Sitz der Bezirkshauptmannschaft war die Stadt Preßnitz (Přísečnice). Das Gebiet gehörte seit 1918 zur neu gegründeten Tschechoslowakei und ist seit 1993 Teil Tschechiens.

## Geschichte
Die modernen, politischen Bezirke der Habsburgermonarchie wurden 1868 im Zuge der Trennung der politischen von der judikativen Verwaltung geschaffen.
Auf Teilen des Gebietes des späteren Bezirks Preßnitz wurde 1868 der Bezirk Kaaden gebildet, der aus den Gerichtsbezirken Preßnitz, Duppau und Kaaden bestand.
1902 wurde durch Abspaltung mehrerer Gemeinden vom Gerichtsbezirk Preßnitz der Gerichtsbezirk Weipert gebildet.
Per 1. Oktober 1902 wurde Preßnitz zu einer eigenen Bezirkshauptmannschaft erhoben, die aus den Gerichtsbezirken Preßnitz und Weipert gebildet wurde.
Der Bezirk Preßnitz umfasste 1910 eine Fläche von 150,57 km² und beherbergte eine Bevölkerung von 31.517 Personen. Von den Einwohnern hatten 1910 30.745 Deutsch als Umgangssprache angegeben. Weiters lebten im Bezirk 52 Tschechischsprachige und 720 Anderssprachige oder Staatsfremde. Zum Bezirk gehörten zwei Gerichtsbezirke mit insgesamt 20 Gemeinden bzw. 21 Katastralgemeinden.

## Gemeinden
Der Bezirk Preßnitz umfasste Ende 1914 die 20 Gemeinden Bettlern (Petlery), Pleil (Černý Potok), Christofhammer (Kryštofovy Hamry), Dörnsdorf (Dolina), Köstelwald (Kotlina), Schmiedeberg (Kovářská), Kunau (Kunov), Kupferberg (Měděnec), Neudörfl (Nová Víska), Oberhals (Horní Halže), Pöllma (Podmilesy), Preßnitz (Přísečnice), Reischdorf (Rusová), Steingrün (Kamenné), Tribischl (Třebíška), Weipert (Vejprty), Weigensdorf (Vykmanov), Wohlau (Volyně), Zieberle (Cibrle) und Zobietitz (Sobětice).